# Васил Попангелов
Васил Попангелов (изписване до 1945 година: Василъ Попъ Ангеловъ) с псевдоним Мелетия е български духовник и революционер, войвода на Вътрешната македоно-одринска революционна организация.

## Биография
Васил Попангелов е роден в 1861 година в охридското село Лешани, което тогава е в Османската империя. Става член на ВМОРО през 1897. Бил е игумен на манастира „Вси Светии“ в Долна Дебърца. При избухването на Илинденско-Преображенското въстание е войвода на лешанската селска чета. Четата му е разбита и се събира със Стоян Настев, но на 14 септември 1903 година Васил Попангелов загива в битка с турския аскер в местността Сърпница близо до село Лешани.
Негов син е революционерът Ангел Попвасилев.